# Bal-ri
Bal-ri (tiếng Hàn: 발리) là một phân cấp hành chính, hoặc ấp, nằm ở Onyang, Ulju, Ulsan, Hàn Quốc. Nó nằm ở phía Đông của Daean-ri, phía Nam của Dongsang-ri.

## Liên kết
- Trang chính thức Onyang (tiếng Hàn)